# Moncetz-Longevas

Moncetz-Longevas este o comună în departamentul Marne, Franța. În 2009 avea o populație de 560 de locuitori.